# Philonidès de Laodicée
Philonidès de Laodicée (v. 200 av. J.-C. - v.130 av. J.-C.) est un philosophe épicurien.

## Biographie
Disciple du mathématicien Apollonius de Perga, il ouvre une école à Antioche et convertit à l’épicurisme le roi de Syrie Démétrios Ier Sôter.
Mathématicien, il aurait été assez influent à Antioche auprès  de la Cour des Séleucides sous Antiochos Épiphane. II eut une activité diplomatique auprès de son souverain en tant que conseiller. Philonidès sembla user de son influence pour favoriser la cité d'origine de Carnéade. Il semble être devenu gouverneur de la ville de Laodicée tardivement.
Il est classé par Philodème de Gadara parmi les « déviants » de la mouvance épicurienne. Il était, dit-on, estimé par le stoïcien Diogène de Babylone.
Auteur d'une anthologie des œuvres d'Épicure, principalement ses lettres, il avait regroupé des extraits épicuriens dans de très nombreux domaines (l'astrologie, la géométrie, l'éthique comme le thème de l'amour des enfants, etc.).
Il est possible que ses Mémoires, son autre ouvrage, contenait des extraits de commentaires de jeunesse sur certaines œuvres importantes de l'épicurisme :
1. exégèse sur le livre VI d'Épicure De La Nature ;
2. exégèse du livre VII sur la Nature[3] ;
3. exégèse sur le commentaire d'Artémon  (?)[4]  de l'ouvrage  sur la Nature I-XXXIII ;
4. leçons choisies de Dionysodoros.

Philonidès aurait développé des commentaires de nature géométrique sur le concept du  "plus petit" ou insécabilité de l'atome selon l'hypothèse mathématique du minimum.

## Liste de ses œuvres[6]
- Abrégés des lettres d'Épicure, Métrodore, Hermarque, Polyen de Lampsaque[7]
- Extraits de lettres classées par genres (125 notices)
- Mémoires à l'adresse de ses disciples